# آنتونیو فوزاری
آنتونیو فوزاری (انگلیسی: Antonio Fusari؛ زادهٔ ۱ فوریهٔ ۱۹۴۲) بازیکن فوتبال اهل ایتالیا است.
از باشگاه‌هایی که در آن بازی کرده‌است می‌توان به باشگاه فوتبال اینتر میلان و باشگاه فوتبال آ.ث. کرما ۱۹۰۸ اشاره کرد.